# Эрогенная зона

Диаграмма эрогенных зон человека с оценками по результатам опроса.

Эроге́нные зоны  (от др. греч. ἔρως «любовь» и английского – genous, производного от греческого – γενής – genes – «рожденный») — это участки кожи или слизистой оболочки с повышенной чувствительностью (например, в области половых органов, молочных желез, губ, полости рта), то есть это скопление нервных окончаний на теле мужчины и женщины, раздражение которых вызывает сексуальное возбуждение, релаксацию, сексуальные фантазии или оргазм.
Как правило, по своему значению эрогенные зоны делятся на основные (первичные) и дополнительные (вторичные). При этом все основные эрогенные зоны у большинства людей расположены сходным образом, а дополнительные обычно локализованы более индивидуально, и возникают посредством механизма научения, создавшейся связи между сексуальным возбуждением и стимуляцией этой зоны .

## Эрогенные зоны у женщин
1. Клитор. Общепризнанная главная эрогенная зона женщины. Как правило, словом «клитор» называют лишь видимую его небольшую часть, расположенную в верхней трети пространства между наружными половыми губами. Однако бо́льшая часть клитора скрыта от глаз в толще тканей. Тело клитора раздваивается на две ножки, которые проходят в основании малых половых губ, здесь же сосредоточено большое число нервных окончаний. По статистике, свыше половины всех женщин называют в качестве своей главной эрогенной зоны именно клитор.
2. Малые половые губы. Вторая по значимости эрогенная зона женщины. Часто малые половые губы называют «чувствительной антенной клитора», так как анатомически они непосредственно связаны как с головкой клитора, так и с капюшоном клитора, а ножки клитора проходят через основания малых губ. Как правило, иннервация малых половых губ у женщин весьма индивидуальна, от чрезвычайно высокой до незначительной. По этой причине оценки эрогенности малых губ разнятся: от незначительной до очень значительной. При этом до 15-20 % женщин называют малые половые губы главной эрогенной зоной[4].
3. Влагалище. Анатомически влагалище женщины, являющееся также частью родовых путей, почти лишено тех нервных окончаний, которые обеспечивают эрогенность малых губ и клитора. Это вполне целесообразно: излишняя чувствительность влагалища сделала бы роды исключительно болезненными. Тем не менее, многие женщины сообщают о высокой отзывчивости влагалища на возбуждающие стимулы.
Как правило, при мастурбации и сексе стимуляция влагалища косвенно и опосредованно вызывает реакции клитора, например, через зону, лежащую анатомически непосредственно «под» клитором (точка G), или через натяжение малых половых губ. Тем не менее, это воспринимается именно как ощущения внутри или близ входа во влагалище и по этой причине вагинальная эрогенная зона является общепризнанной.
4. Соски. Женская грудь, особенно соски и околососковые кружки — ареолы, также являются одной из основных эрогенных зон женщины. Существует устойчивый рефлекс прямой взаимосвязи между уровнем возбуждения сосковых зон и общим уровнем сексуального возбуждения женщины. Существует также своего рода «эрекция» сосков в фазе возбуждения вследствие повышения тонуса в этой зоне.
5. Дополнительные эрогенные зоны. К ним относятся: губы лица, шея, стопы, внутренние стороны бёдер, лобок, промежность, задний проход и т. д. Расположение дополнительных эрогенных зон индивидуально. Чувствительность зон может меняться в зависимости от обстоятельств (настроение, самочувствие, усталость и т. п.). С возрастом одни зоны могут становиться более чувствительными, а другие — утрачивать чувствительность.

## Эрогенные зоны у мужчин
1. Головка полового члена (glans penis) обладает повышенной чувствительностью к механическим стимулам по сравнению с остальной частью пениса, в ней сосредоточено большее количество нервных окончаний. Особенно чувствительны к прикосновению края ткани, отделяющей головку от тела члена —  «венчик», коронка головки (corona glandis), а также небольшой треугольный участок на нижней стороне, где располагается уздечка (frenulum). В то время как некоторые исследователи, такие как C. J. Cold и J. R. Taylor, утверждают, что крайняя плоть является основной эрогенной зоной, другие, например M. C. Alanis и R. S. Lucidi, считают это утверждение недоказанным[2].
2. Ствол (тело) полового члена.
3. Мошонка и тестикулы. Исследования У. Мастерса и его коллег показывают, что яички восприимчивы к давлению и прикосновению. Реакции мужчин различаются: для некоторых легкое поглаживание мошонки или нежное сжатие яичек во время полового акта может вызывать возбуждение, однако для других, такие ощущения могут быть дискомфортными [2].
4. Грудь. Соски и ареолы молочных желез мужчин, как правило, менее чувствительны к прикосновениям и давлению, чем у женщин. Тем не менее, у ряда мужчин поглаживания или сосание в области сосков могут вызывать сексуальное возбуждение, в то время как другие не испытывают никакого эротического удовольствия от таких действий.
5. Промежность и анус.
6. Простата. Стимулируется при соответствующем массаже или анальном сексе, а также путём давления на основание промежности у заднего прохода. Ощущения от воздействия на «точку P» часто описывают сравнительно похожими на ощущения, описываемые женщинами от стимуляции их зоны Графенберга, «точки G»[5][6].

Дополнительные и экстрагенитальные эрогенные зоны
- Уши
- Спина
- Живот
- Крестец

## Типы воздействия на эрогенные зоны
Воздействия на эрогенные зоны могут быть различны:
Поцелуи, облизывания, различные прикосновения, почесывания (в т.ч. с использованием ногтей рук или ног), щипки (небольшое сдавливание кожи пальцами), шлепки (легкое ударение ладонью, кистью различных участков тела), покусывание, поглаживание (мягкие движения по коже с использованием рук или других частей тела), сдавливание (усиленное воздействие на определенные участки, создающее плотный контакт), вибрации (эффективны в основном только в области промежности и гениталий), дуновение (легкий направленный поток воздуха), охлаждение и нагрев. Могут быть и другие, более экстремальные воздействия (порка, огонь и пр.)